# Gordon River
A Gordon River Tasmania nagy folyóinak egyike. A sziget közepén ered és nyugat felé folyik. Nagyobb mellékágai közé tartozik a Serpentine River és a Franklin River. A Gordon River a Macquarie Harbourba torkollik Tasmania nyugati partján.
A folyó teljes folyását lakatlan vadvilág veszi körül. A felső és alsó-Gordon River közti vízgyűjtő területeket a valaha áthatolhatatlannak tartott szurdokok választják el; Olegas Truchanosnak sikerült először átutaznia rajtuk.

## Felső-Gordon River

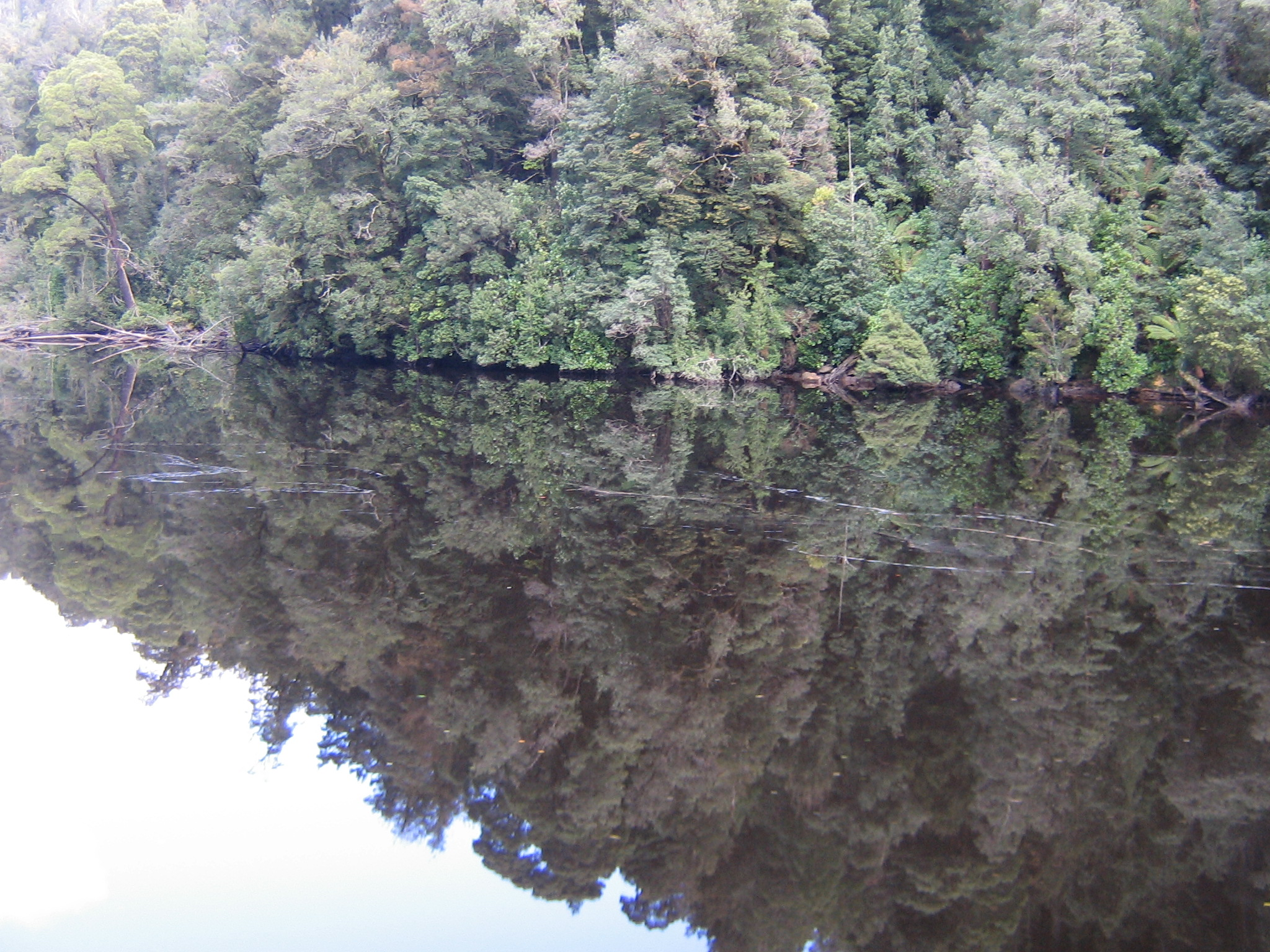
Az erdő tükröződései a felső Gordon Riveren

A Gordon River felső folyásán építették fel a Gordon Dam gátat, mellyel létrehozták a vízenergia kiaknázására szolgáló Lake Gordon és Lake Pedder tavakat.

## Gordon Splits
A Gordon Splits a folyó világörökség részét képező szakasza, ahol a folyó mindössze hat méter szélességűre szorul össze, ahogy az erózió során mélyen beásta magát a kvarc kőzetbe.

## Alsó-Gordon River

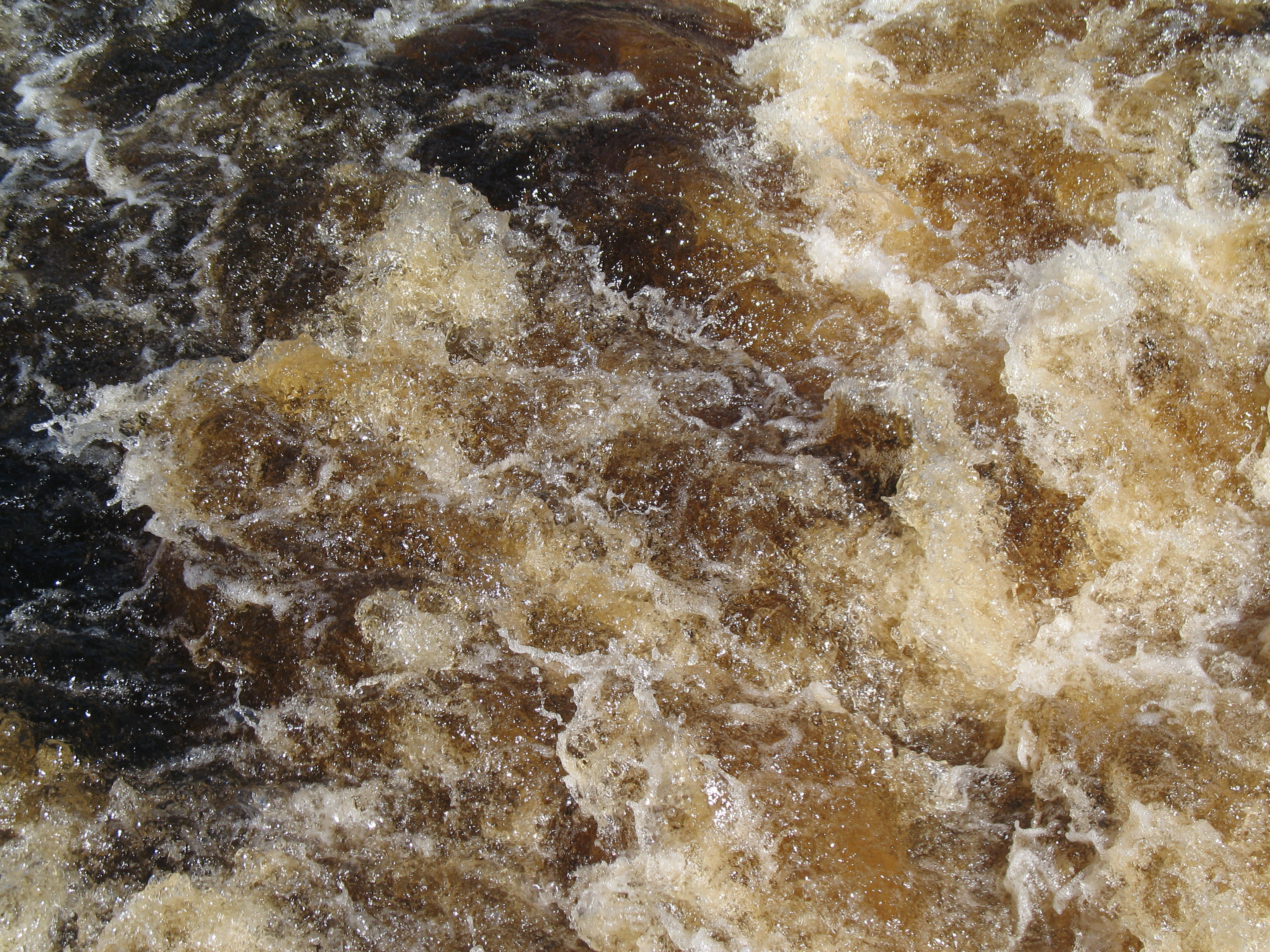
A Gordon River „gyenge tea” színű vize

A folyó alsó folyására további gátakat tervezetek, azonban a közvélemény megváltozásának hatására ezen terveket elvetették. A tervezett gátak közé tartozott a Franklin Dam melyet a Franklin Riverrel való találkozáson kicsivel túl építettek volna föl, és amely elárasztotta volna mindkét folyót. A gátak ügye nagy politikai és környezetvédelmi kérdés volt az 1980-as években.
A Gordon River alsó folyása részét képezi egy világörökségi területnek mely tartalmaz egy hideg klímájú esőerdőt és ritka fákat. Nyugat-Tasmánia sok folyójához hasonlóan a folyó vize friss és iható, ugyanakkor gyenge tea színe van a vízgyűjtő területen növő perjékben található csersav feloldódásától.

## Fordítás
- Ez a szócikk részben vagy egészben a  Gordon River című angol Wikipédia-szócikk ezen változatának fordításán alapul.  Az eredeti cikk szerkesztőit annak laptörténete sorolja fel. Ez a jelzés csupán a megfogalmazás eredetét és a szerzői jogokat jelzi, nem szolgál a cikkben szereplő információk forrásmegjelöléseként.
- Ez a szócikk részben vagy egészben a  Gordons Splits című angol Wikipédia-szócikk ezen változatának fordításán alapul.  Az eredeti cikk szerkesztőit annak laptörténete sorolja fel. Ez a jelzés csupán a megfogalmazás eredetét és a szerzői jogokat jelzi, nem szolgál a cikkben szereplő információk forrásmegjelöléseként.

## További irodalom
- Gee, H and Fenton, J. (Eds) (1978) The South West Book - A Tasmanian Wilderness Melbourne, Australian Conservation Foundation. ISBN 0-85802-054-8
- Lines, William J. (2006) Patriots : defending Australia's natural heritage St. Lucia, Qld. : University of Queensland Press, 2006. ISBN 0-7022-3554-7
- Neilson, D. (1975) South West Tasmania - A land of the Wild. Adelaide. Rigby. ISBN 0-85179-874-8